# Anobilia saurauiana
Anobilia saurauiana är en insektsart som beskrevs av Heinrich Julius Tode 1966. Anobilia saurauiana ingår i släktet Anobilia och familjen hornstritar. Inga underarter finns listade i Catalogue of Life.